# Khalid Sinouh
Khalid Sinouh (Amsterdam, 2 mei 1975) is een Nederlands-Marokkaans voormalig doelman in het betaald voetbal. Tussen 2004 en 2005 speelde hij vier interlands voor het Marokkaans voetbalelftal.

## Biografie
Sinouh begon zijn voetbalcarrière bij Hfc Haarlem waar hij drie seizoenen voor speelde. Hierna speelde hij twee seizoenen bij Heerenveen waarna RKC Waalwijk volgde waar hij in totaal zeven seizoenen voor uitkwam en waar hij de langste periode uit zijn carrière heeft doorgebracht. Hij vertrok daarna transfervrij naar Omonia Nicosia, AZ, Kasimpasa, Hamburger SV, FC Utrecht twee seizoenen ,PSV ,NEC en Sparta Rotterdam.
Op 14 april 2011 presenteerde PSV Khalid Sinouh, die een contract tekende voor 1 jaar. Op 18 september 2011 speelde Sinouh zijn enige competitie wedstrijd voor PSV, toen hij in de wedstrijd tegen Ajax de geblesseerde Tytoń verving.
Op 6 augustus 2012 tekende hij voor een seizoen bij N.E.C.. Bij de Nijmeegse ploeg verdrong hij zowel net voor de winterstop als aan het einde van het seizoen Gábor Babos uit de basis. Doordat hij beide keren snel geblesseerd raakte, kwam hij maar tot zes wedstrijden in het seizoen 2012/13.
Op 5 juli 2013 tekende hij voor twee seizoenen bij Sparta Rotterdam. Sparta Rotterdam was ook zijn laatste club waarna hij een punt zette achter zijn loopbaan als profvoetballer.
Khalid Sinouh is momenteel naast zaakwaarnemer ook werkzaam als voetbalanalist bij o.a. FoxSports, NOS Studio Voetbal, radio1, BeinSports en als documentairemaker bekend van "Khalid en de Leeuwen van de Atlas".

## Clubstatistieken
| Seizoen                         | Land                            | Club                            | Competitie     | Duels | Goals |
| ------------------------------- | ------------------------------- | ------------------------------- | -------------- | ----- | ----- |
| 1994/95                         | Vlag van Nederland              | Haarlem                         | Eerste divisie | 14    | 0     |
| 1995/96                         | Vlag van Nederland              | Haarlem                         | Eerste divisie | 4     | 0     |
| 1996/97                         | Vlag van Nederland              | Haarlem                         | Eerste divisie | 8     | 0     |
| 1997/98                         | Vlag van Nederland              | sc Heerenveen                   | Eredivisie     | 1     | 0     |
| 1998/99                         | Vlag van Nederland              | sc Heerenveen                   | Eredivisie     | 0     | 0     |
| 1998/99                         | Vlag van Nederland              | RKC Waalwijk                    | Eredivisie     | 0     | 0     |
| 1999/00                         | Vlag van Nederland              | RKC Waalwijk                    | Eredivisie     | 0     | 0     |
| 2000/01                         | Vlag van Nederland              | RKC Waalwijk                    | Eredivisie     | 3     | 0     |
| 2001/02                         | Vlag van Nederland              | RKC Waalwijk                    | Eredivisie     | 11    | 0     |
| 2002/03                         | Vlag van Nederland              | RKC Waalwijk                    | Eredivisie     | 12    | 0     |
| 2003/04                         | Vlag van Nederland              | RKC Waalwijk                    | Eredivisie     | 33    | 0     |
| 2004/05                         | Vlag van Nederland              | RKC Waalwijk                    | Eredivisie     | 34    | 0     |
| 2005/06                         | Vlag van Cyprus                 | Omonia Nicosia                  | A Divizion     | 11    | 0     |
| 2006/07                         | Vlag van Nederland              | AZ                              | Eredivisie     | 11    | 0     |
| 2007/08                         | Vlag van Turkije                | Kasımpaşa SK                    | Süper Lig      | 23    | 0     |
| 2008/09                         | Vlag van Duitsland              | Hamburger SV                    | Bundesliga     | 0     | 0     |
| 2009/10                         | Vlag van Nederland              | FC Utrecht                      | Eredivisie     | 1     | 0     |
| 2010/11                         | Vlag van Nederland              | FC Utrecht                      | Eredivisie     | 1     | 0     |
| 2011/12                         | Vlag van Nederland              | PSV                             | Eredivisie     | 1     | 0     |
| 2012/13                         | Vlag van Nederland              | N.E.C.                          | Eredivisie     | 6     | 0     |
| 2013/14                         | Vlag van Nederland              | Sparta Rotterdam                | Eerste divisie | 38    | 0     |
| Bijgewerkt tot 1 september 2014 | Bijgewerkt tot 1 september 2014 | Bijgewerkt tot 1 september 2014 | Totaal         | 212   | 0     |

## Erelijst
- KNVB beker: 2011/12